# Kepuhrejo (Takeran)
Kepuhrejo is een bestuurslaag in het regentschap Magetan van de provincie Oost-Java, Indonesië. Kepuhrejo telt 3522 inwoners (volkstelling 2010).